# Straight Edge (Lied)
Straight Edge ist ein 1981 veröffentlichtes Lied der Hardcore-Punk-Band Minor Threat aus Washington, D.C. Es erschien auf der ersten Veröffentlichung der Band, einer selbstbetitelten EP und gilt als Namensgeber für die gleichnamige Bewegung.

## Hintergrund
Der erste Text von Ian MacKaye, der sich mit der Straight-Edge-Problematik auseinandersetzte, war I Drink Milk von dem Minor-Threat-Vorläufer Teen Idles. Der Text sorgte in der Hardcore-Punk-Szene jener Zeit für einige Irritationen, da Alkohol- und sonstiger Drogenkonsum zum Alltag gehörte.
Ian MacKaye schrieb den Text als Anlehnung an die Reaktionen auf I Drink Milk und um seiner Frustration Ausdruck zu verleihen. Straight Edge erschien 1981 auf der Minor Threat EP und ist in erster Linie ein Anti-Drogen-Song.

## Text
Das Lied beginnt mit den ersten Zeilen "I’m a person just like you/But I’ve got better things to do", die laut Ian MacKaye ein Ausdruck dafür waren, wie er dachte und handelte. MacKaye hat sich eigenen Angaben nach nie dazu entschlossen drogenfrei zu leben, sondern tat es einfach. Der Text bezeichnet Drogenabhängige als „lebende Tote“. Thematisiert wird Kokain („white shit“), Speed, Marihuana („smoke dope“), Klebstoff schnüffeln („sniffing glue“), Methaqualon („eating ludes“) und Blotter beziehungsweise LSD („take a crutch“). Das lyrische Ich lehnt diese verschiedenen Drogenformen ab und sagt dazu "I’ve got the straight edge".
„Straight Edge“ leitet sich ab von der Wortbedeutung „straight“ für nüchtern und der US-amerikanischen Redewendung "to have an edge" (dt.: „einen Vorteil haben“).

## Bedeutung
Straight Edge verlieh der Straight-Edge-Bewegung ihren Namen. Eine Ausformulierung des bald entstehenden Credos erfolgte jedoch erst wenige Monate später mit dem Lied Out of Step. Obwohl MacKaye nicht im Sinn hatte, eine Bewegung zu formen, übernahmen weitere Hardcore-Punk-Bands wie SS Decontrol und DYS die Bezeichnung und sorgten dafür, dass der Begriff „Straight Edge“ zu einem festen Terminus in der US-amerikanischen Punkszene wurde.

## Besetzung
- Gesang: Ian MacKaye
- Gitarre: Lyle Preslar
- Bass: Brian Baker
- Schlagzeug: Jeff Nelson

## Coverversionen
Es gibt vermutlich weit über 100 Coverversionen von Straight Edge. Am bekanntesten ist wohl eine Parodie von NOFX aus ihrem Album White Trash, Two Heebs and a Bean, die im Stile eines Trinklieds mit jazzigem Solo und um Gesang im Stile eines Louis Armstrong ergänzt wurde.